# HD 182509
HD 182509，又名CP-54 9371，SAO 246110、HR 7370，是一颗恒星，视星等为5.69，位于銀經343.15，銀緯-26.9，其B1900.0坐标为赤經19h 19m 46.2s，赤緯-54° -26.9′ 29″。